# 孫珪
孫珪（1445年—？），字廷用，山東登州府福山縣人，軍籍，明朝政治人物。進士出身。

## 生平
早年出身國子生，山東鄉試第二十七名。成化十四年（1478年）戊戌科會試第一百八十八名，殿試登進士第二甲第四十一名。改翰林院庶吉士，十六年十二月授禮科給事中，丁憂服闋，二十三年九月復除禮科，弘治元年（1488年）十月升户科左給事中，二年十月奉命监察御史滕佑往广西平乐府贺县访察孝穆皇太后宗支，三年十月升本科都，六年三月升山西右参政，十一年閏十一月升陕西右布政使，十四年十二月考察致仕。

## 家族
曾祖父孫志孝。祖父孫彥斌，贈知府。父亲孫遇，曾任左布政使。母房氏，封恭人。严侍下。兄孫珂，前大理寺丞；弟孙瓒（贡士）、孫琰（贡士）。